# Bentinckia nicobarica
Espèce
Synonymes
- Orania nicobarica Kurz[1] [2]

Statut de conservation UICN

 EN C2a : En danger
Bentinckia nicobarica est une espèce de plantes de la famille des Arecaceae.

## Publication originale
- Annales du Jardin Botanique de Buitenzorg 2: 165. 1885.